# Xã đặc quyền Niles, Michigan
Xã Niles (tiếng Anh: Niles Township) là một xã thuộc quận Berrien, tiểu bang Michigan, Hoa Kỳ. Năm 2010, dân số của xã này là 14.164 người.